# Incoronazione di re Carlo III e della regina Camilla

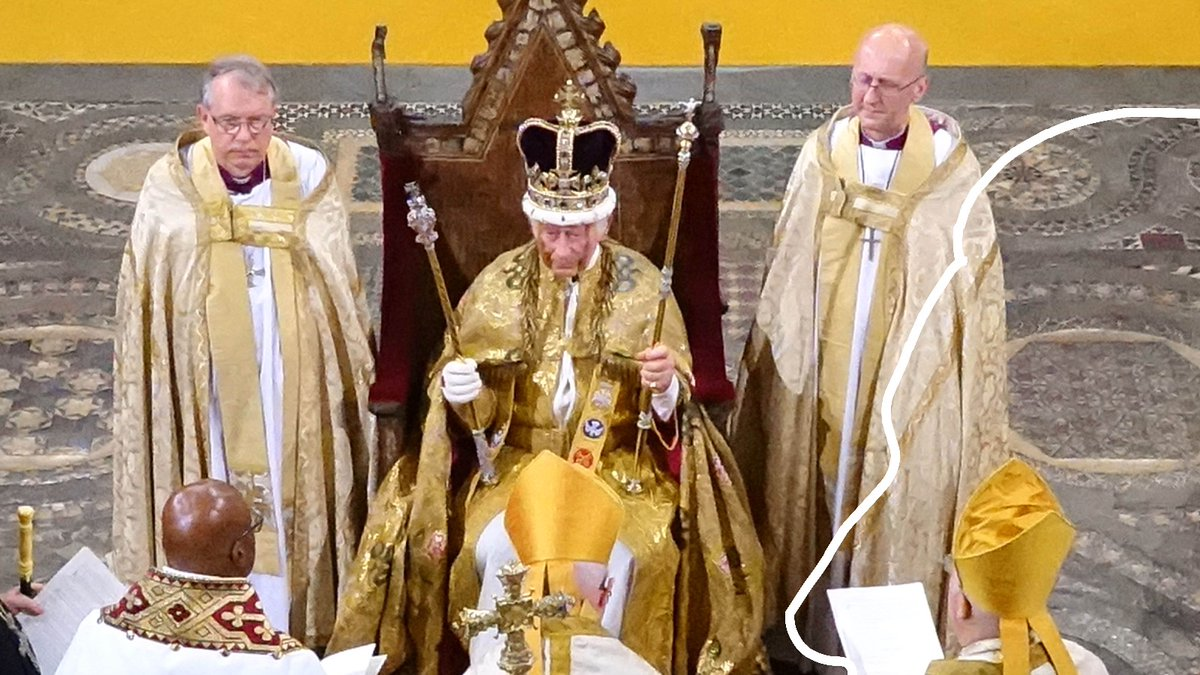
La cerimonia d'incoronazione di Sua Maestà Re Carlo III all'Abbazia di Westminster. Ai lati del re ci sono il vescovo di Durham e il vescovo di Bath e Wells; l'arcivescovo di Canterbury, Justin Welby, si trova di fronte al re, con le spalle alla fotocamera.

L'incoronazione di Carlo III e della moglie, la regina Camilla, come re e regina del Regno Unito e degli altri reami del Commonwealth, ha avuto luogo il 6 maggio 2023 nell'abbazia di Westminster, a Londra. Carlo era asceso al trono l'8 settembre 2022, alla morte della madre, la regina Elisabetta II.
La cerimonia è stata strutturata secondo il rito anglicano dell'Eucaristia; ha compreso l'unzione di Carlo con olio sacro, la consegna delle regalie della Corona e, con l'incoronazione, ha simboleggiato l'assunzione delle responsabilità spirituali e secolari. Rappresentanti della Chiesa d'Inghilterra e della famiglia reale britannica hanno dichiarato fedeltà al sovrano, e i popoli dei reami del Commonwealth sono stati invitati a farlo. Camilla è stata incoronata con una cerimonia più breve e semplice. Dopo la funzione, i membri della famiglia reale si sono spostati verso Buckingham Palace in una processione solenne e sono apparsi sul balcone del palazzo. L'incoronazione di Carlo e Camilla ha seguito uno schema diverso rispetto alle altre incoronazioni britanniche in modo da rappresentare diverse fedi, culture e comunità nel Regno Unito, ed è stata più breve rispetto alla precedente incoronazione della regina Elisabetta II del 1953.
L'incoronazione ha suscitato reazioni contrastanti nel Regno Unito e negli altri reami del Commonwealth. Le celebrazioni nel Regno Unito si sono tenute con feste di strada, volontariato, funzioni religiose commemorative speciali, e un concerto al castello di Windsor il 7 maggio. Gli eventi a Londra hanno attirato grandi folle, ma vi sono state anche proteste da parte di gruppi repubblicani. I reami del Commonwealth di Antigua e Barbuda, Canada, Australia e Nuova Zelanda hanno organizzato festeggiamenti, ma gli altri reami hanno utilizzato l'evento per porre l'attenzione su alcuni problemi legati all'eredità dell'imperialismo britannico.
L'incoronazione di Carlo e Camilla è stata la prima di un monarca britannico nel XXI secolo e la quarantesima a tenersi nell'abbazia di Westminster sin dall'incoronazione di Guglielmo il Conquistatore nel 1066.

## Contesto
Carlo, erede al trono del Regno Unito dal 6 febbraio 1952, divenne re immediatamente dopo la morte della madre, la regina Elisabetta II, alle 15:10 BST di giovedì 8 settembre 2022; fu proclamato re dal Consiglio di Ascensione del Regno Unito sabato 10 settembre, atto che fu seguito da proclami negli altri reami del Commonwealth. Il nuovo sovrano scelse, come nome di regno, il primo dei suoi nomi di battesimo, chiamandosi quindi Carlo III. Durante il regno di Elisabetta l'incoronazione di Carlo era stata accuratamente pianificata con il nome in codice Golden Orb (Sfera Dorata), tramite incontri che si svolgevano almeno una volta l'anno con rappresentanti del governo, della Chiesa d'Inghilterra e dello staff di Carlo.

## Preparativi

### Cerimonia e processione
L'organizzazione dell'incoronazione è responsabilità del Conte maresciallo, Edward Fitzalan-Howard, XVIII duca di Norfolk ed un comitato di membri del Consiglio privato del Regno Unito organizzò l'evento. L'11 ottobre 2022 venne annunciata la data dell'incoronazione, 6 maggio 2023, scelta per assicurare un intervallo di tempo sufficiente dopo la morte della regina Elisabetta II prima della cerimonia.
All'interno dell'Ufficio di gabinetto venne istituito un Ufficio per le richieste sull'incoronazione, per gestire reclami sugli aspetti storici e cerimoniali dell'incoronazione, sostituendo la Corte per i Reclami. Le cariche di Lord grande intendente e Lord grande connestabile d'Inghilterra, che sono le uniche citate per le incoronazioni, furono assegnate a Gordon Messenger e Tony Radaking rispettivamente.
L'olio sacro per l'unzione utilizzato nella cerimonia fu consacrato alla Basilica del Santo Sepolcro il 6 marzo 2023 dal patriarca ortodosso Teofilo III di Gerusalemme, sotto la supervisione di Hosam Naoum, arcivescovo anglicano di Gerusalemme. L'olio fu basato sulla stessa formula dell'olio utilizzato per l'incoronazione di Elisabetta II, ma senza prodotti animali come lo zibetto.
Le prove in uniforme militare si tennero il 17, 18 e 19 aprile. Il 3 maggio Carlo e Camilla, i principi di Galles William e Catherine con i loro figli e la principessa Anna, sorella del re, parteciparono alle prove dell'incoronazione all'abbazia di Westminster.
L'abbazia di Westminster fu chiusa ai turisti e fedeli dal 25 aprile per i preparativi, con riapertura l'8 maggio. Come nelle precedenti incoronazioni, molti partecipanti ebbero una visione parziale o oscurata, per via dello spazio insufficiente nella navata dell'abbazia.

### Invitati

Nazioni che hanno inviato rappresentanti
L'incoronazione è un evento di stato, sovvenzionata dal governo britannico, che pertanto stabilisce la lista degli invitati. Circa 2200 ospiti provenienti da 203 nazioni furono invitati; tra di essi vi erano membri della famiglia reale britannica, rappresentanti della Chiesa d'Inghilterra e altre fedi britanniche, importanti politici dal Regno Unito e dal Commonwealth e capi di stato stranieri. Il numero degli invitati politici fu ridotto significativamente dal 1953, quando virtualmente era presente l'intero Parlamento del Regno Unito. Gli inviti vennero estesi a 850 comunità e organizzazioni benefiche, tra cui 450 assegnatari della British Empire Medal e 400 giovani, metà dei quali furono indicati dal governo britannico. Le regole sulla sicurezza dell'abbazia di Westminster limitarono il numero di invitati, e in contrasto alle precedenti incoronazioni non furono edificate impalcature provvisorie nell'edificio per aumentarne la capienza.

### Vestiario e corone
In discontinuità con la tradizione, il vestiario cerimoniale di Carlo per l'incoronazione venne perlopiù riutilizzato dalle precedenti incoronazioni, invece di essere realizzato ex novo. Mentre è tradizione il riutilizzo della supertunica e della veste reale, Carlo indossò indumenti utilizzati da Giorgio IV, Giorgio V, Giorgio VI ed Elisabetta II; anche Camilla riutilizzò indumenti, tra cui la veste di Stato di Elisabetta II, ma anche nuove vesti che mostravano le sue cifre reali, delle api, un coleottero e diverse piante e fiori. Indossò anche un abito per l'incoronazione creato da Bruce Oldfield ricamato con fiori di campo, emblemi floreali del Regno Unito, le sue cifre, una coppia di cani, e i nomi dei suoi nipoti.
La corona di Sant'Edoardo, utilizzata per l'incoronazione del re, fu rimossa dalla Torre di Londra nel dicembre 2022 per essere adattata., mentre la Corona imperiale di Stato ha mantenuto il medesimo assetto avuto durante tutto il regno della regina Elisabetta II. Nel febbraio 2023, la corona della regina Maria, utilizzata per incoronare Camilla, fu rimossa dall'esposizione per essere risistemata con i diamanti Cullinan III, IV e V e affinché fossero rimossi quattro degli otto archi rimovibili. La corona della regina madre (utilizzata nell'ultima incoronazione di una consorte del sovrano nel 1937) non venne utilizzata, per evitare una potenziale disputa diplomatica con l'India; la corona contiene infatti il diamante Koh-i-Noor, la cui proprietà è contesa con l'ex colonia.
L'abbigliamento per i Pari senza un ruolo nella cerimonia era in origine il completo o veste parlamentare, anziché corone, diademi, vesti per l'incoronazione e abiti da corte indossati tradizionalmente. Questa indicazione fu modificata una settimana prima dell'evento dopo le proteste, con i Pari autorizzati ad indossare le vesti per l'incoronazione, ma non diademi e corone. L'abbigliamento generale per gli uomini era il tight, completo oppure abbigliamento nazionale.

## Cerimonia

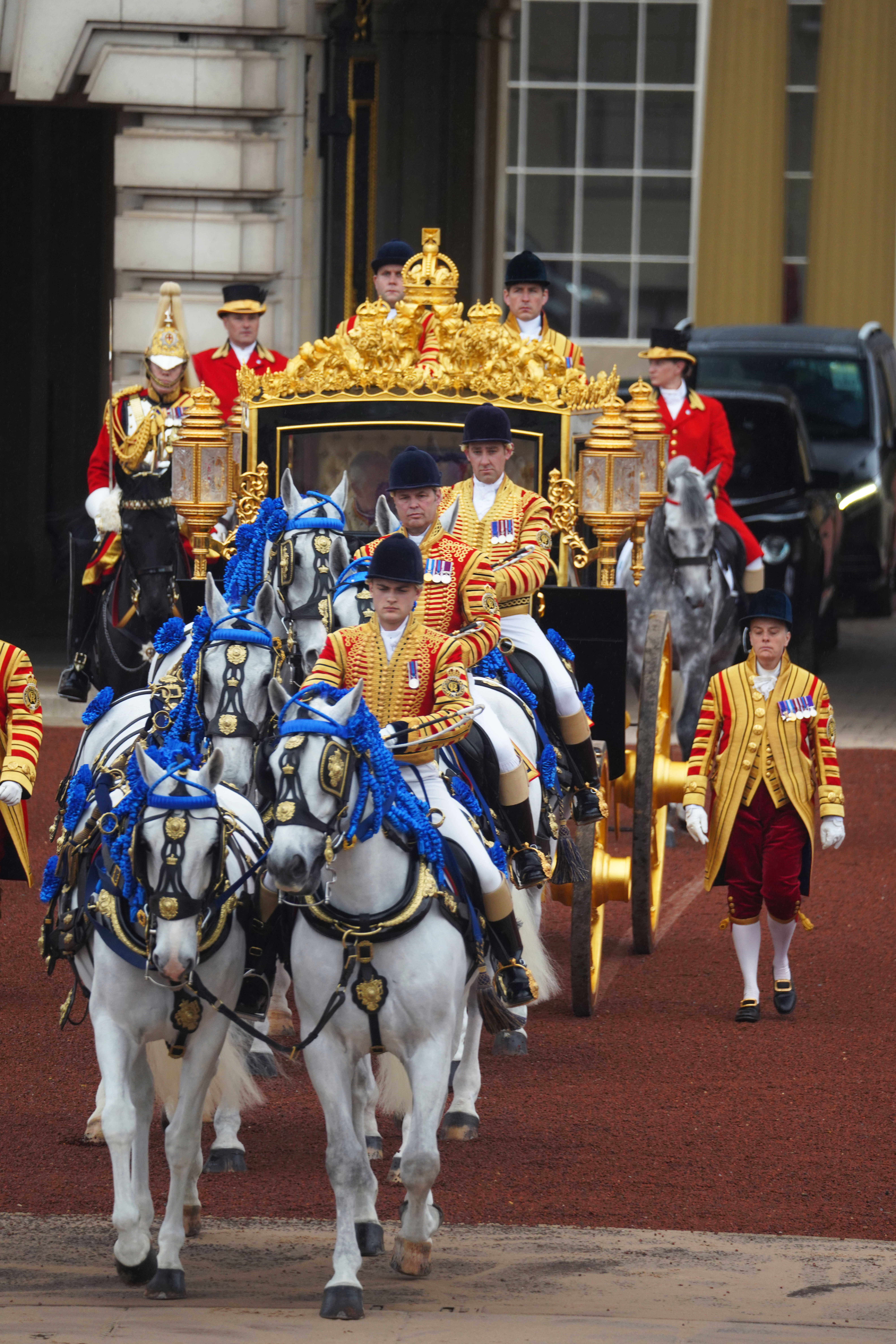
La Diamond Jubilee State Coach che trasportava Carlo e Camilla in uscita da Buckingham Palace.

Nel giorno dell'incoronazione si tennero una processione da Buckingham Palace all'abbazia di Westminster, la cerimonia di incoronazione stessa, la processione di ritorno al Palazzo e l'apparizione del re e della regina insieme ad altri membri della famiglia reale sul balcone del Palazzo, per il sorvolo della Royal Air Force.
L'incoronazione venne gestita dalla Chiesa d'Inghilterra e contenne diversi elementi distintivi, strutturati in una funzione di Eucaristia. Carlo e Camilla entrarono nell'abbazia, poi Carlo fu presentato al popolo e riconosciuto come monarca; dopo di questo, Carlo tenne il giuramento, affermando che avrebbe difeso la legge e conservato la Chiesa d'Inghilterra. In seguito fu unto con olio sacro, investito delle regalie dell'incoronazione e incoronato con la corona di Sant'Edoardo; fu poi intronizzato e ricevette l'omaggio di Justin Welby, l'arcivescovo di Canterbury, e di William, principe del Galles, ed il popolo venne invitato a giurare fedeltà. Camilla fu poi unta, incoronata e intronizzata. Il re e la regina terminarono la funzione con la comunione e procedettero fuori dall'abbazia.

### Processione verso l'abbazia
Il giorno dell'incoronazione Carlo e Camilla si spostarono verso l'abbazia di Westminster in processione. Lasciarono Buckingham Palace alle 10:20 BST, percorrendo The Mall, verso Whitehall, e lungo Parliament Street, fino al lato est e sud di Parliament Square prima di raggiungere la Great West Door dell'abbazia, per una distanza di 2,29 km. Carlo e Camilla utilizzarono la Diamond Jubilee State Coach, trainata da sei Windsor Grey, e furono accompagnati dalla Scorta del Sovrano della Household Cavalry Mounted Regiment.

### Processione nell'abbazia

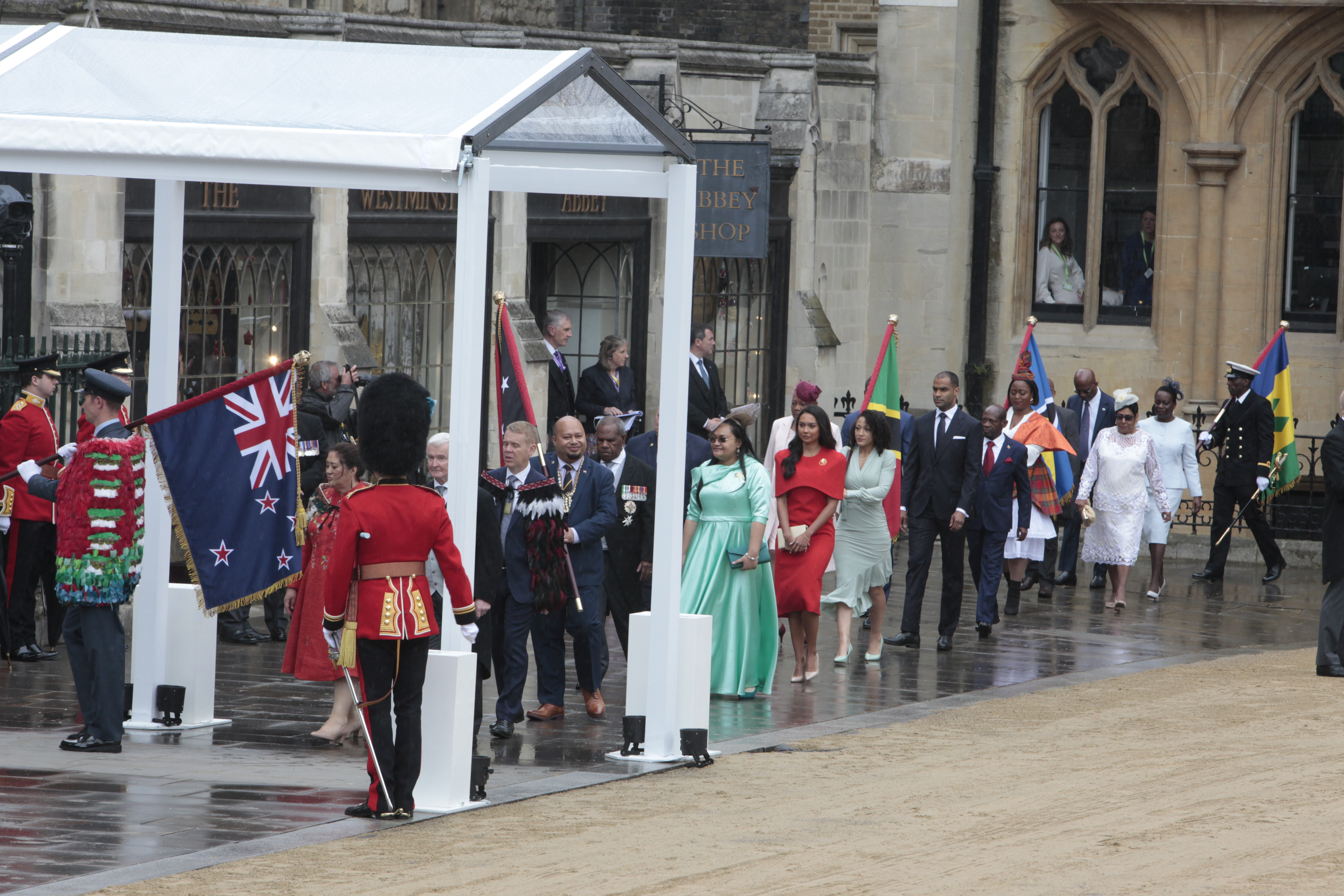
Portabandiere e leader dei reami del Commonwealth prima della loro processione nell'abbazia

La processione nell'abbazia fu guidata dai portabandiere e rappresentanti delle religioni non cristiane, tra cui comunità: bahá'í, buddiste, indù, gianiste, ebree, musulmane sciite e sunnite, sikh e zoroastriste. Furono seguiti da leader di diverse denominazioni cristiane, tra cui la Chiesa d'Inghilterra; dopo di essi, furono portate le bandiere dei reami del Commonwealth da parte dei rappresentanti, accompagnati dai loro Governatori generali e dai primi ministri, ed in ultimo il coro.
Carlo e Camilla arrivarono poco prima delle 11:00 ed entrarono in processione, guidata da quattro pari, il marchese di Anglesey, il duca di Westminster, il conte di Caledon ed il conte di Dundee, che trasportavano lo stendardo araldico con gli stemmi dell'Inghilterra, dell'Irlanda del Nord, della Scozia e del Galles, seguiti dal Campione del Re, Francis Dymoke, che trasportava lo stendardo reale britannico. Anche il Lord grande intendente e il conte maresciallo parteciparono alla processione. Carlo e Camilla erano accompagnati ciascuno da quattro paggi d'onore, tra cui il principe George di Galles e i nipoti di Camilla. Camilla fu anche accompagnata da due dame di compagnia: la sorella Annabel Elliot e Fiona Petty-Fitzmaurice, marchesa di Lansdowne. Il coro intonò Laetatus sum di Hubert Parry, durante la quale gli Studiosi del Re della Westminster School intonarono Vivat Regina Camilla e Vivat Rex Carolus ("Lunga vita alla regina Camilla", "Lunga vita a re Carlo").
Dopo la processione i gioielli della Corona inglese furono portati all'altare. Su richiesta di Carlo, furono portati in processione anche i Vangeli di Sant'Agostino del VI secolo.

### Riconoscimento

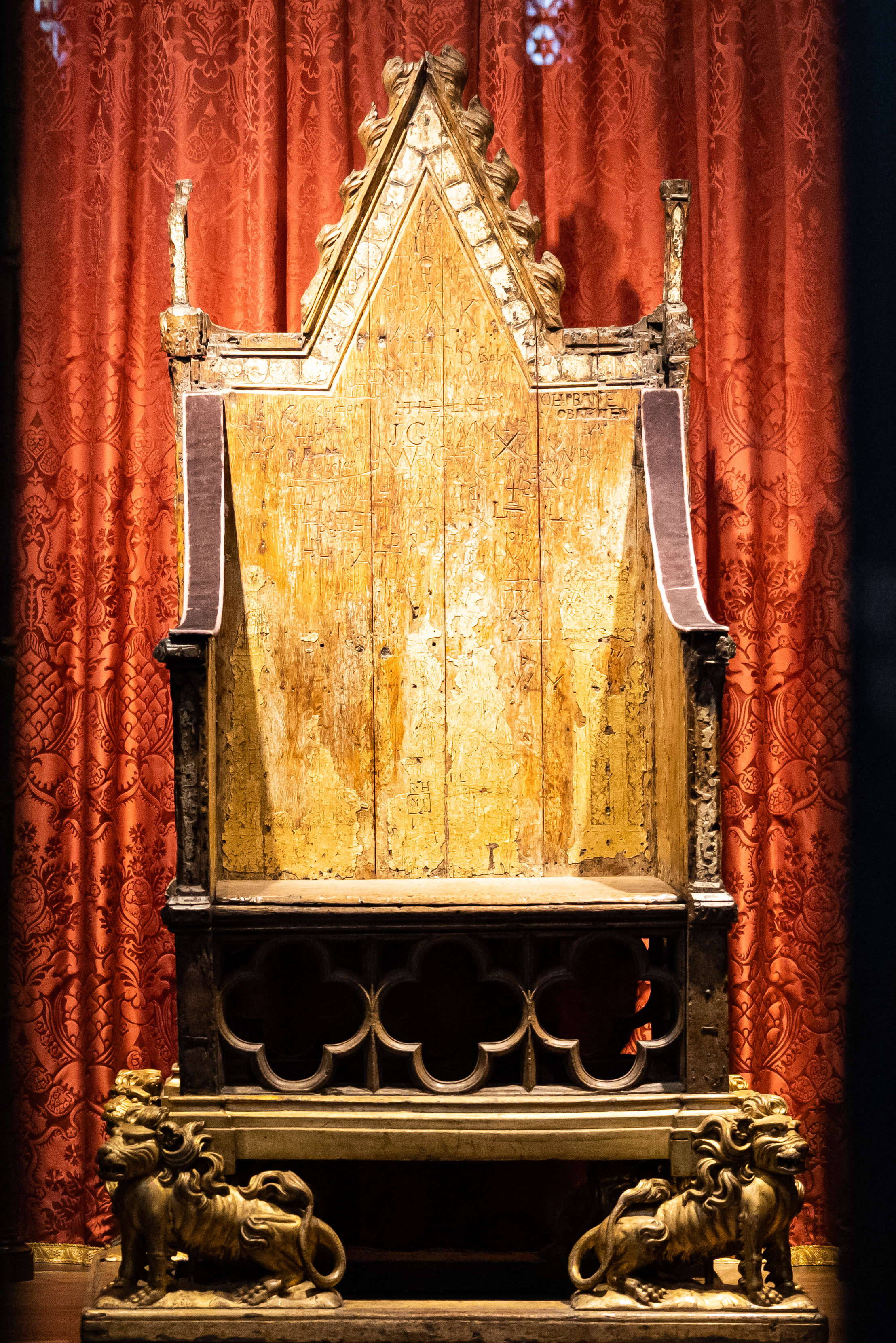
La Sedia di re Edoardo, che ospita la Pietra di Scone, utilizzata da Carlo durante la cerimonia. Per questa incoronazione, la sedia fu dotata di cuscino e braccioli.

La funzione, celebrata dall'Arcivescovo di Canterbury, iniziò con un momento di riflessione e preghiera per il re e la regina prima che si sedessero sui rispettivi seggi, realizzati per l'incoronazione del 1953. Con un nuovo elemento della cerimonia, il re fu ricevuto da uno dei Bambini della Cappella, a cui replicò che era venuto "non per essere servito, ma per servire". Il "Kyrie dell'incoronazione" di Paul Mealor venne intonato in lingua gallese da Sir Bryn Terfel. In seguito l'Arcivescovo di Canterbury, Lady Elish Angiolini, Christopher Finney e la baronessa Amos si posizionarono verso est, sud, ovest e nord ed a turno chiesero alla congregazione di riconoscere Carlo come re; il pubblico rispose "Dio salvi re Carlo!" ogni volta. A Carlo venne porta una nuova Bibbia dal Moderatore dell'Assemblea generale della Chiesa di Scozia.

### Giuramento e dichiarazione di ascensione al trono
L'arcivescovo di Canterbury riconobbe l'esistenza di diverse fedi nel Regno Unito. Carlo poi tenne il giuramento di incoronazione, in cui giurò di governare ognuno dei suoi regni secondo le rispettive leggi e tradizioni, di amministrare la legge e la giustizia con giudizio, e di sostenere il protestantesimo nel Regno Unito, e di proteggere la Chiesa d'Inghilterra. Subito dopo tenne la dichiarazione di ascensione al trono. Carlo poi firmò una copia scritta del giuramento, prima di inginocchiarsi davanti all'altare in preghiera.
La funzione dell'Eucaristia proseguì con la colletta e l'epistola tenute dall'arcivescovo di Canterbury; i vangeli vennero letti dal Primo ministro Rishi Sunak e dal vescovo di Londra Sarah Mullally. Seguì il sermone dell'arcivescovo di Canterbury.

### Unzione
Carlo rimosse le sue vesti di Stato e si sedette sulla sedia di re Edoardo. Fu poi unto con olio sacro dall'arcivescovo di Canterbury, utilizzando un'ampolla ed un cucchiaio medievale, quest'ultimo rappresenta la reliquia più antica dei regalia. L'unzione enfatizzò il ruolo spirituale del sovrano e fu una parte privata della cerimonia; come nel 1953 non fu ripresa e trasmessa e Carlo venne nascosto da tre diversi paraventi finemente ricamati con crocifissi e un albero dove ogni foglia rappresentava un reame del Commonwealth. Durante questa fase il coro intonò Zadok the Priest.

### Vestizione e incoronazione

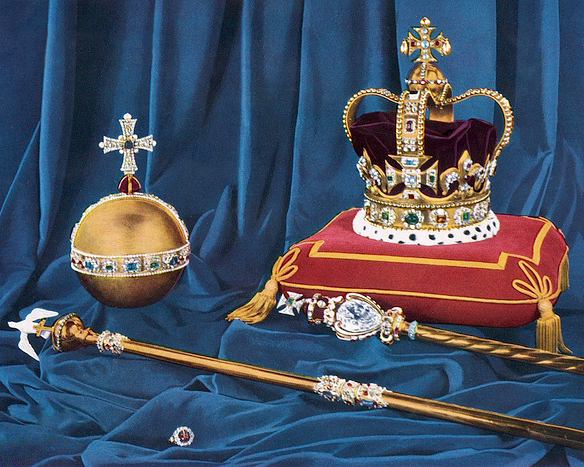
Corona di Sant'Edoardo, Globo e Scettro con la Croce, Scettro del sovrano con la colomba, e l'Anello del sovrano

Nella parte successiva della cerimonia, a Carlo vennero porti i diversi oggetti facenti parte dei regalia dell'incoronazione. Furono consegnati al re, che li toccò con le mani prima che venissero rimossi nuovamente, speroni, bracciali, la Spada di Stato e la Spada dell'Offerta. Nel frattempo venne intonato il Salmo 71 in greco da un coro ortodosso, in tributo al padre del re, il principe Filippo, duca di Edimburgo, che nacque come principe di Grecia. Il re venne investito con la stola reale, il mantello imperiale e il globo del sovrano, e gli venne porto l'anello del sovrano che toccò ma non indossò. Gli vennero poi consegnati i guanti, lo scettro con la croce e quello con la colomba.

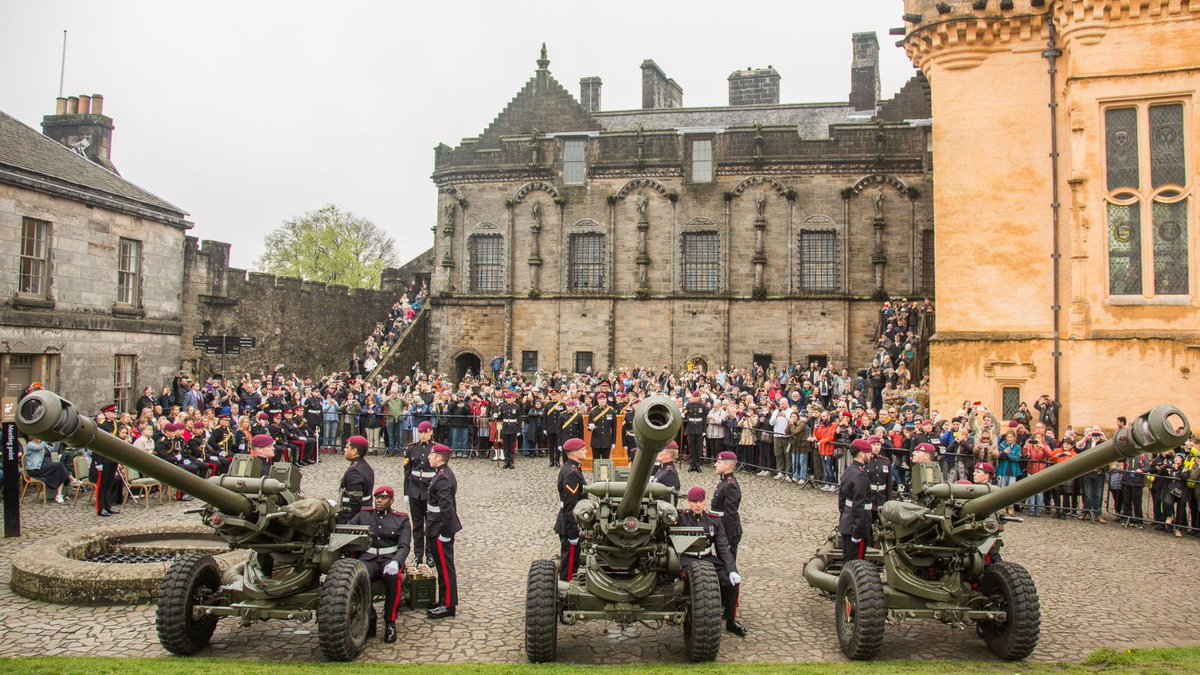
Fuoco a salve al castello di Stirling nel momento dell'incoronazione di Carlo

Il re fu incoronato dall'arcivescovo di Canterbury, che intonò seguito dalla congregazione "God save the King!" (Dio salvi il Re!). Al momento dell'incoronazione, le campane dell'abbazia suonarono, e i cannoni spararono a salve 21 colpi in tredici località del Regno Unito e su navi della Royal Navy; dalla Torre di Londra  e da Horse Guards Parade furono sparati 62 colpi a salve.
Carlo ricevette poi la benedizione letta dall'arcivescovo di York, dall'arcivescovo di Thyateira e Gran Bretagna, dal moderatore delle Chiese libere, dal segretario generale della Chiesa Insieme in Inghilterra, dall'arcivescovo di Westminster e dall'arcivescovo di Canterbury, in rappresentanza rispettivamente delle fedi anglicana, greca ortodossa, nonconformista, ecumenica e cattolica.

### Intronizzazione e omaggio
Carlo si spostò al trono (realizzato in origine per Giorgio VI nel 1937) e l'arcivescovo di Canterbury e William, principe del Galles gli offrirono la loro fedeltà. L'arcivescovo invitò poi il popolo del Regno Unito e degli altri reami del Commonwealth a giurare fedeltà al re, fatto che avvenne per la prima volta nella storia.

### Incoronazione della regina

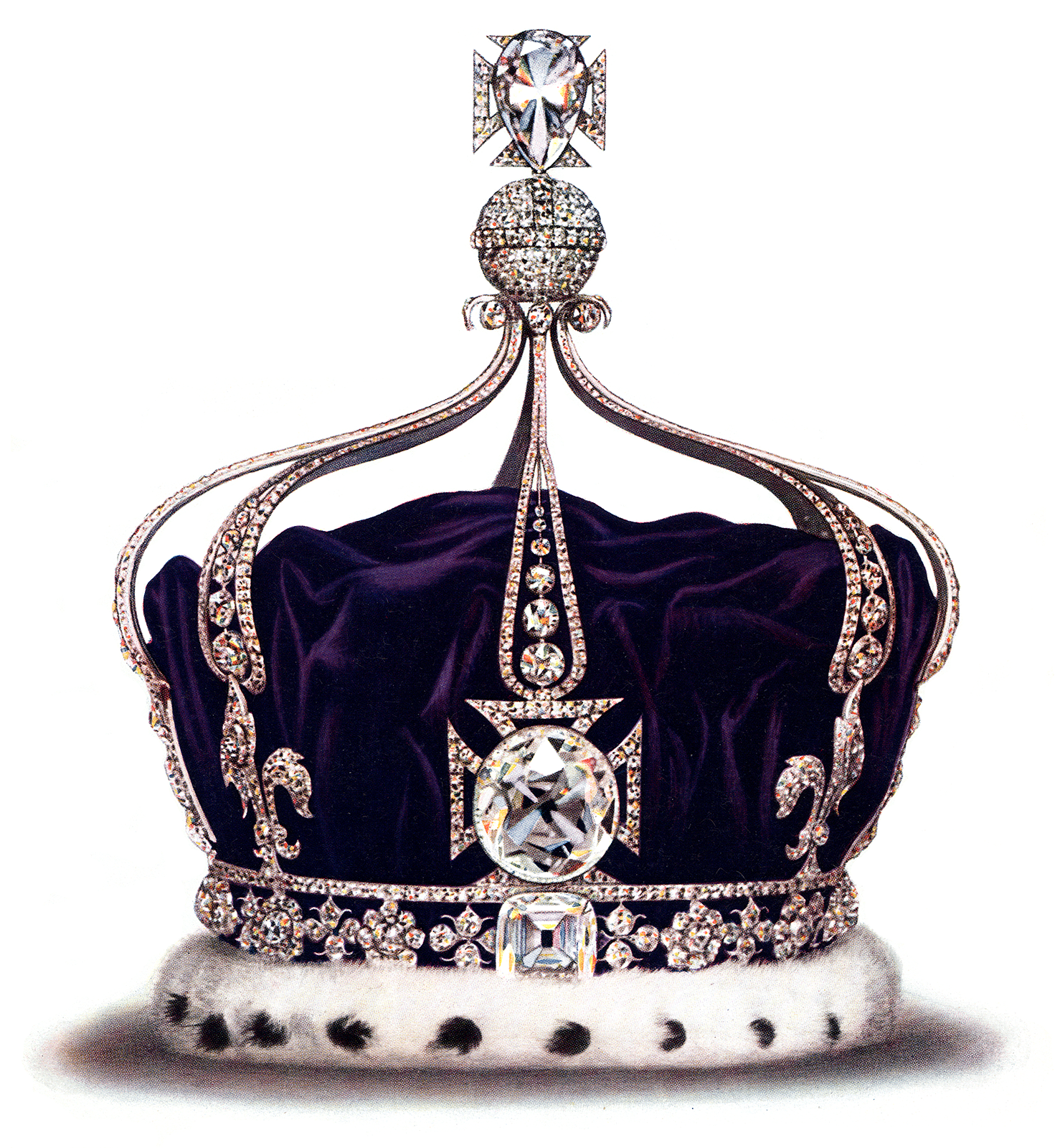
La Corona della regina Maria (qui ritratta nella sua forma originale), utilizzata per incoronare Camilla

La successiva parte della cerimonia riguardò Camilla; fu unta in pubblico, per la prima volta nella storia, e le venne porto l'anello della regina consorte. La regina venne poi incoronata dall'arcivescovo di Canterbury utilizzando la Corona della regina Maria. A Camilla venne poi porto lo Scettro con la croce della regina consorte e la mazza con la colomba (che, diversamente da altre regine consorti, decise di non portare), prima di sedersi sul proprio trono, in origine realizzato per la regina consorte Elisabetta nel 1937), a fianco del re.
Questa fu la prima incoronazione di un consorte dall'incoronazione di re Giorgio VI e della regina Elisabetta nel 1937.

### Comunione
Seguì l'offertorio, durante il quale i doni del pane e del vino furono portati al re, che si concentrò in preghiera; la preghiera fu una traduzione dal Liber Regalis, che risale al 1382 circa ed è una delle fonti più antiche utilizzate per le incoronazioni. Carlo e Camilla ricevettero poi la Comunione dall'arcivescovo di Canterbury e la congregazione recitò il Padre nostro, prima della benedizione finale.

### Termine della cerimonia
Al termine della funzione il re indossò la Corona Imperiale di Stato. Carlo e Camilla procedettero poi verso il portale ovest dell'abbazia sulle note dell'inno nazionale, "God Save the King". Al termine della processione il re ricevette il saluto dei leader e dei rappresentanti delle fedi ebraica, indù, sikh, musulmana e buddista.

### Processione verso Buckingham Palace

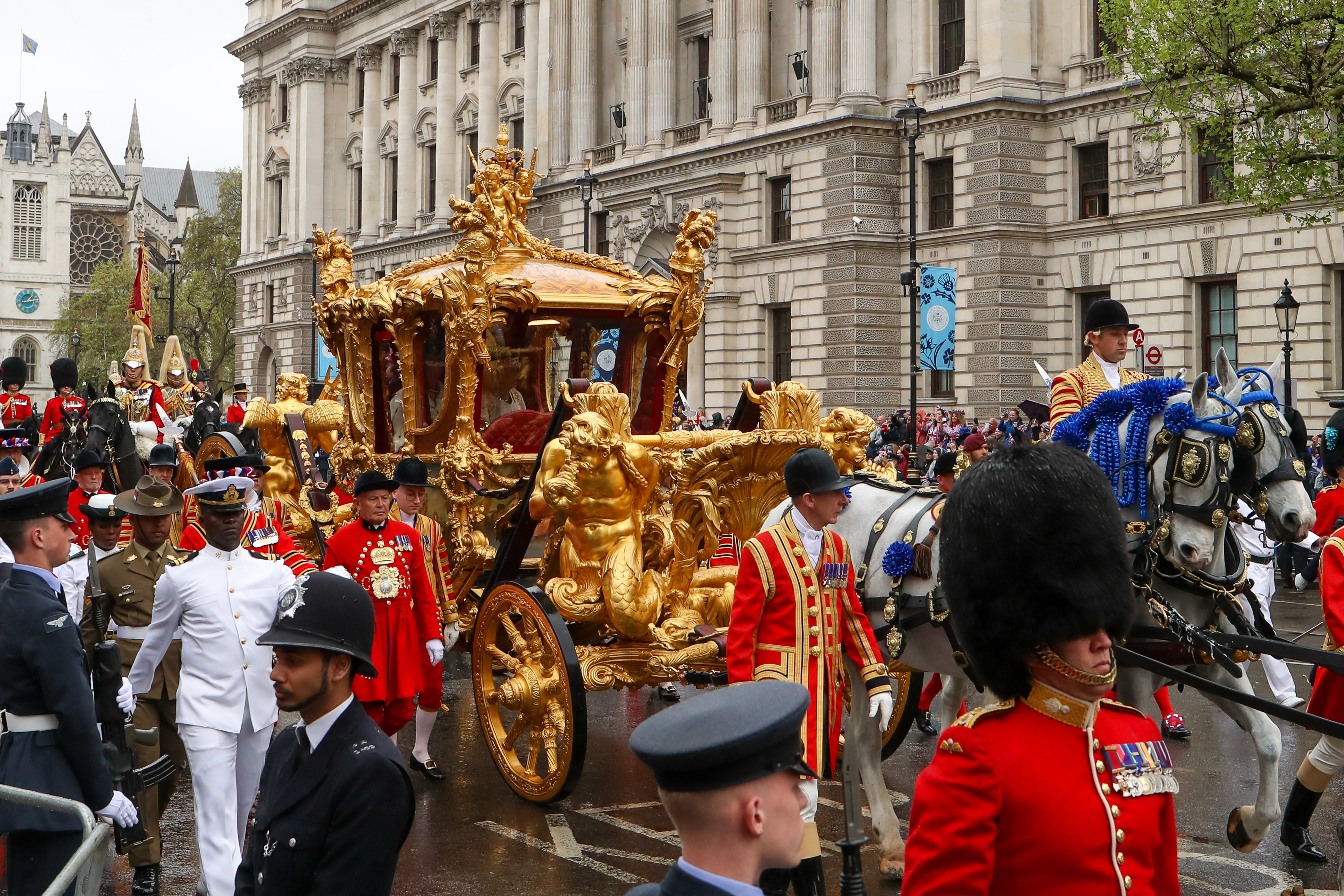
Il re e la regina ritornano dall'abbazia di Westminster verso Buckingham Palace a bordo della Gold State Coach

La seconda processione seguì lo stesso tracciato della prima, ma al contrario e con maggiore pompa; il re e la regina vennero trasportati nella Gold State Coach, trainata da otto cavalli Windsor Grey, mentre il Principe e Principessa di Galles assieme ai figli George, Charlotte ed Louis viaggiarono nell'Australian State Coach; il Duca e la Duchessa di Edimburgo assieme ai figli James, conte di Wessex e Louise, lady Windsor nella Irish State Coach, il Duca e la Duchessa di Gloucester assieme a sir Timothy Laurence nella Scottish State Coach.

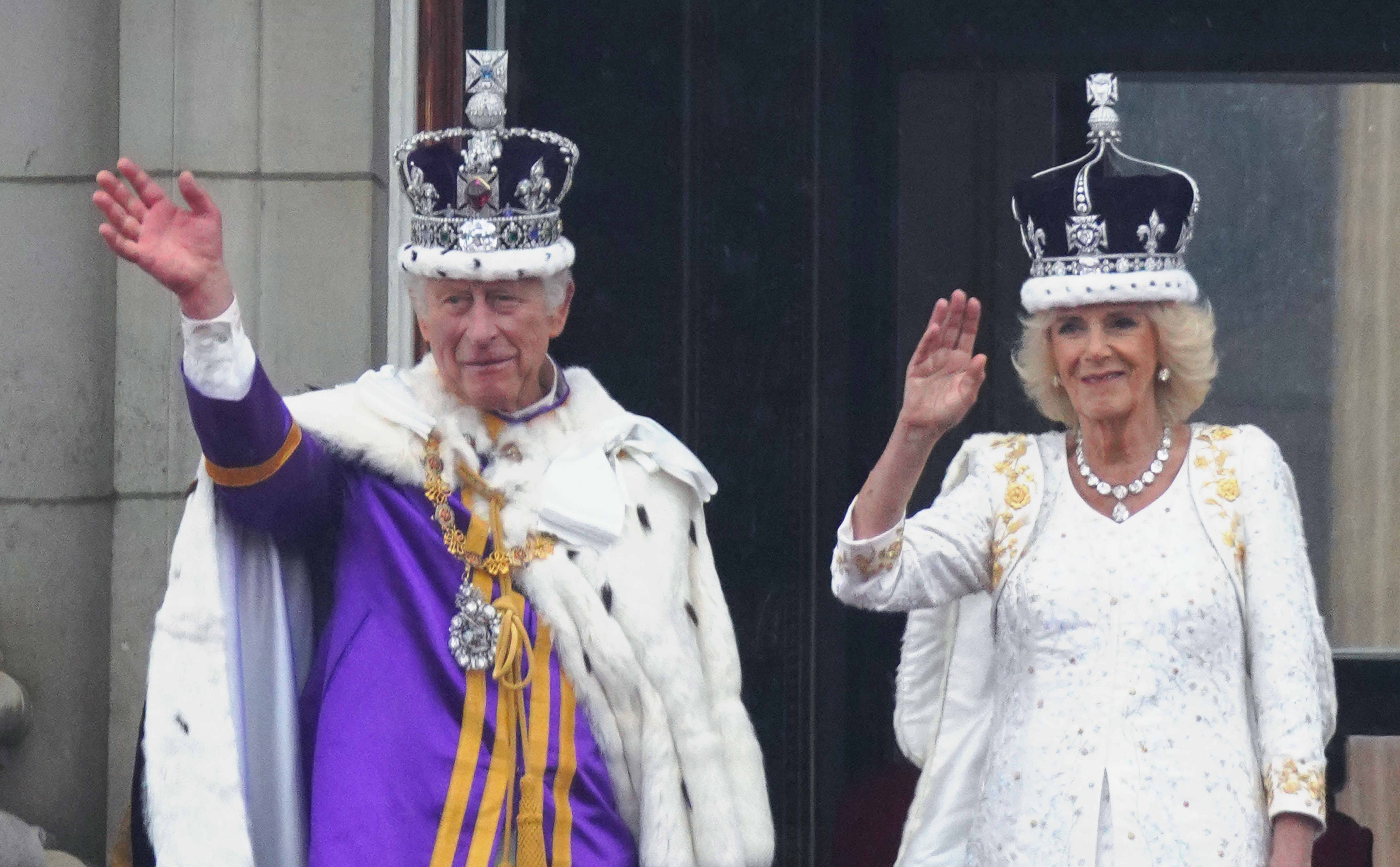
Il re e la regina sul balcone di Buckingham Palace.

Le forze armate del Regno Unito, del Commonwealth e dei Territori d'oltremare britannici svolsero un ruolo importante; circa 5.000 membri delle forze armate britanniche e 400 impiegati delle forze armate da almeno 35 paesi del Commonwealth parteciparono alle due processioni, e 1.000 di loro furono dispiegati lungo il tracciato. La Guardia del Re, la Royal Canadian Mounted Police e il Capitano di Barca del Re presero parte alla processione, e la Royal British Legion formò la guardia d'onore con 100 alfieri in Parliament Square. La Principessa Reale e il comandante della Household Cavalry svolsero il compito di guardie particolari del re.

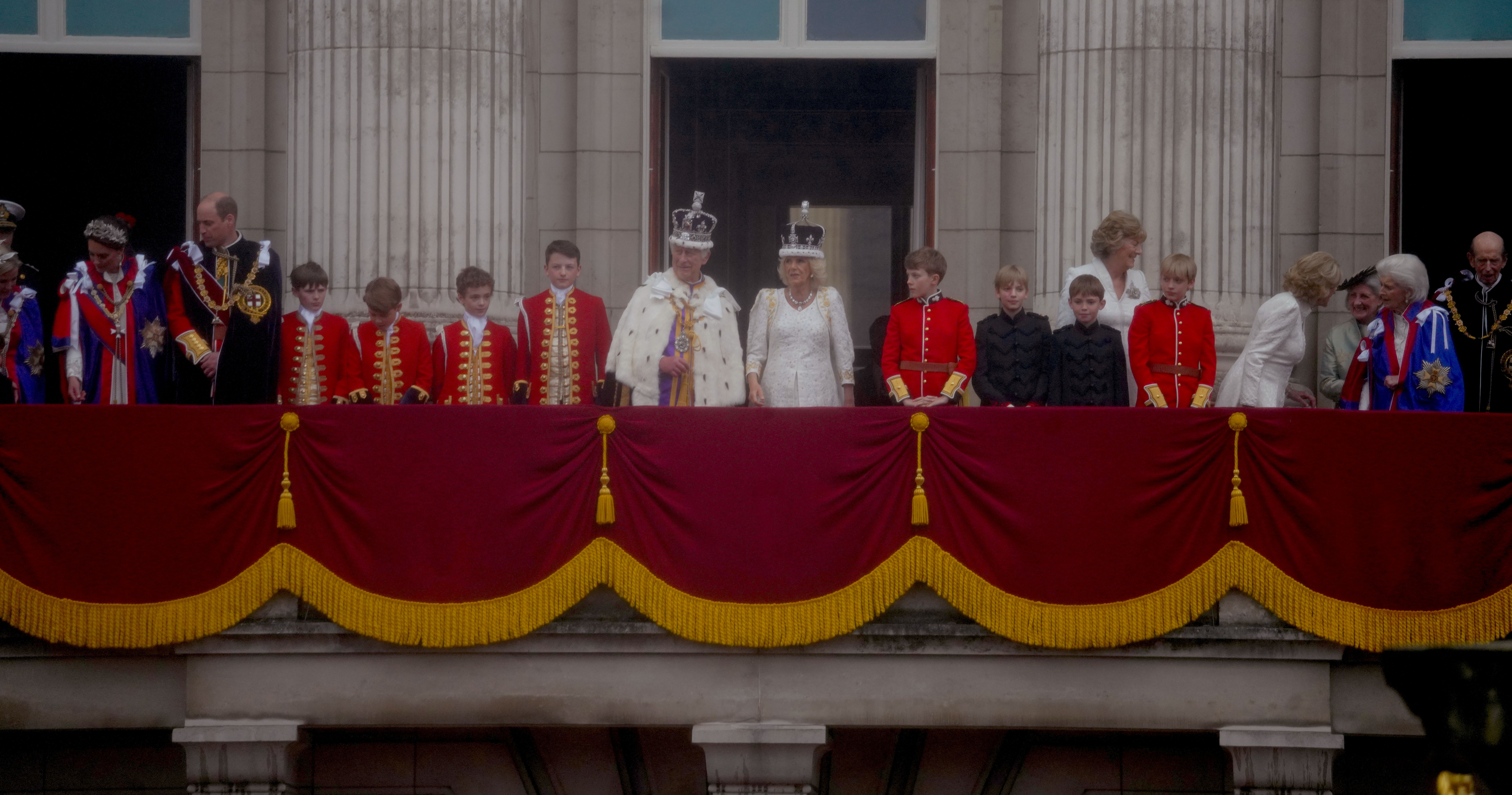
Il re e la regina con altri membri della famiglia reale sul balcone di Buckingham Palace

A Buckingham Palace il re e la regina si affacciarono al balcone sul retro e ricevettero il saluto reale dalle forze armate, che si allinearono nel giardino del palazzo, e poi si unirono agli altri membri della famiglia reale sul balcone della facciata del palazzo per assistere al sorvolo degli elicotteri e del team acrobatico delle Red Arrows. Era pianificato un sorvolo di sei minuti con 68 aeromobili, ma fu impedito dalla pioggia e dalle nuvole basse.
Fu costruita una tribuna di fronte a Buckingham Palace per assistere alla processione e al sorvolo, con 3.800 posti offerti ai veterani delle forze armate, al Servizio Sanitario Nazionale e ai lavoratori di assistenza sociale, oltre a rappresentanti degli enti benefici legati al re e alla regina. 354 cadetti delle forze armate in uniforme assistettero alla processione presso l'Admiralty Arch.

## Eventi pubblici e commemorazioni

### Regno Unito

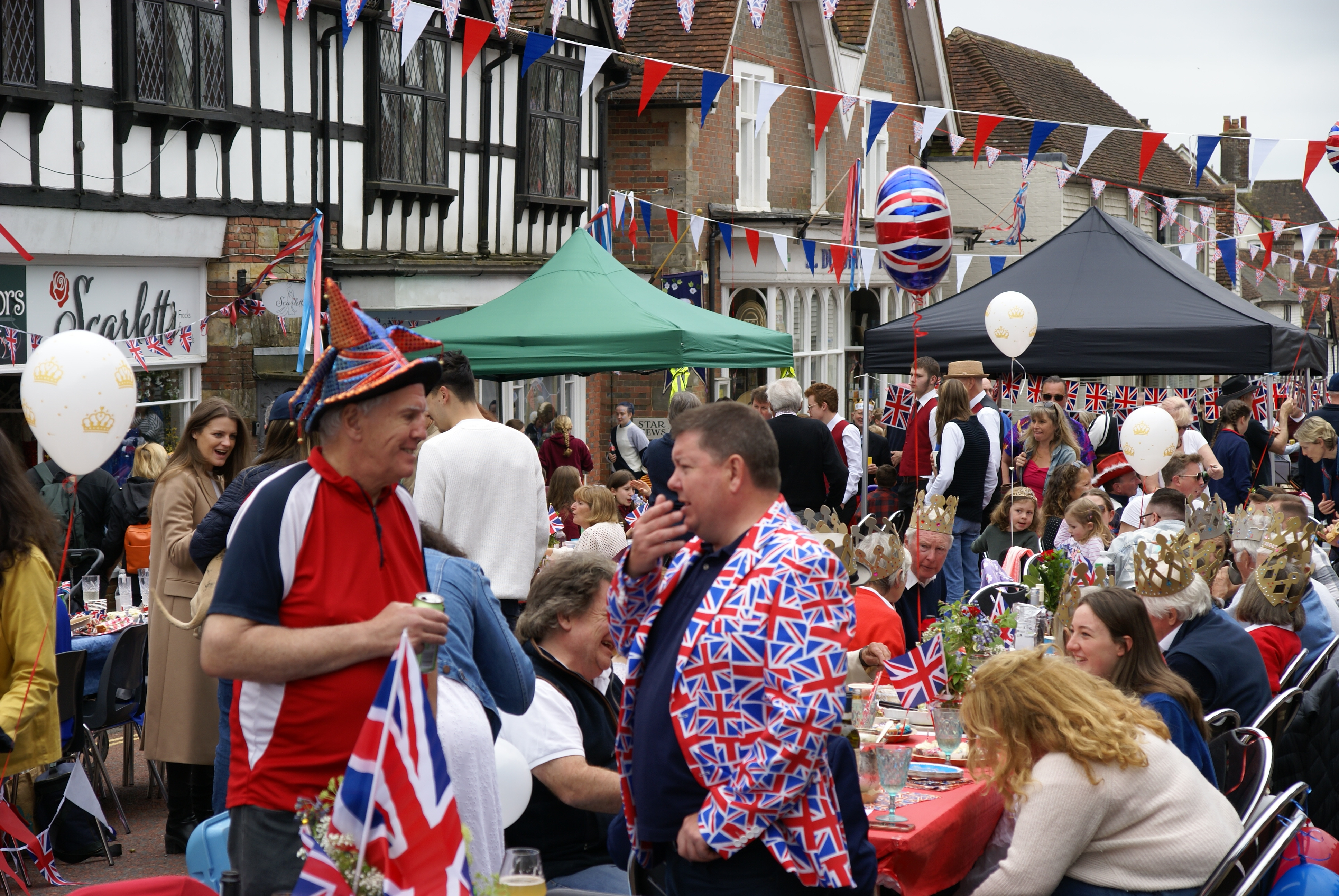
Un "Coronation Big Lunch" a Londra

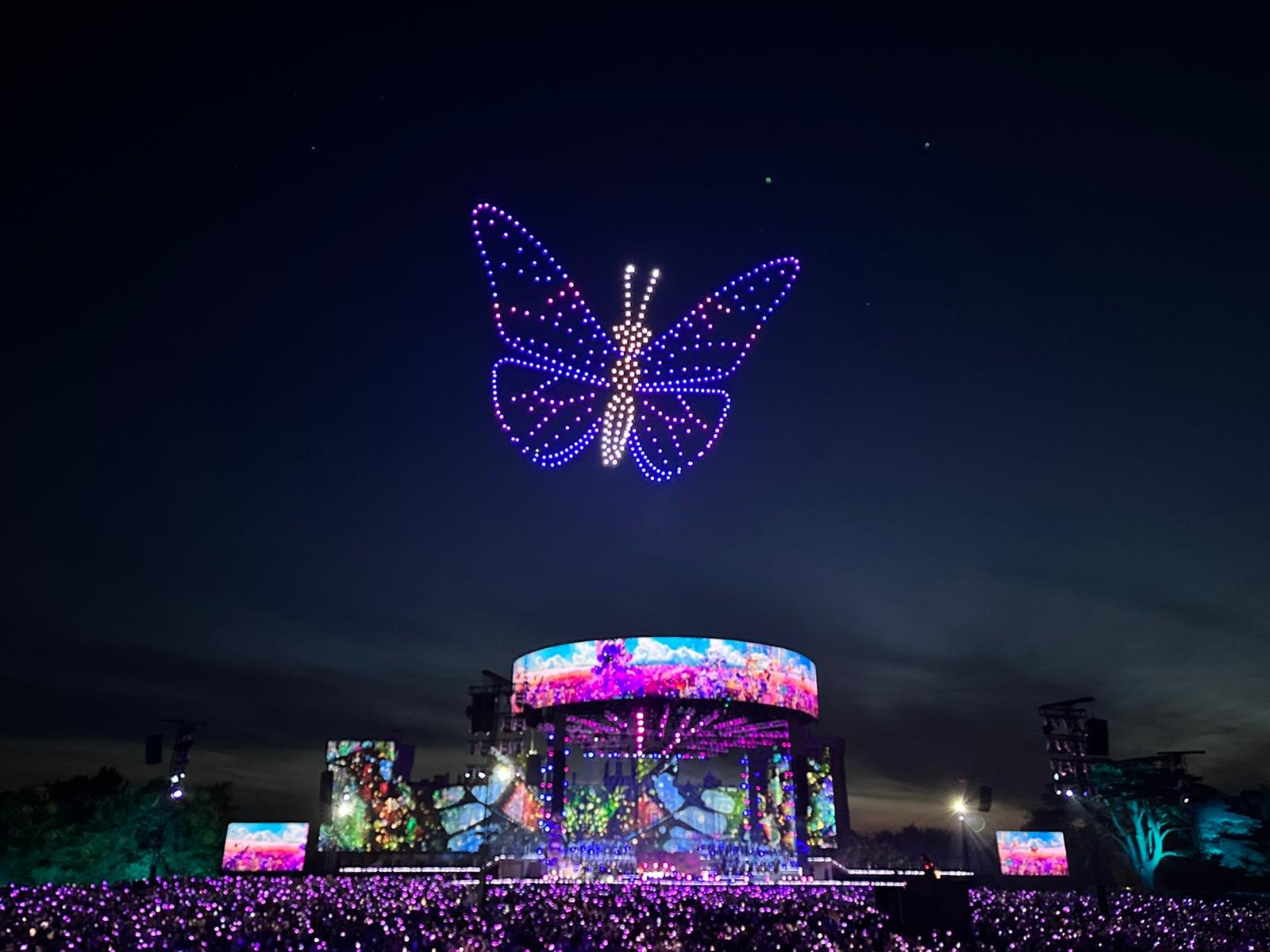
Il Coronation Concert, con droni in formazione

Nell'aprile 2023 Buckingham Palace presentò un hashflag ritraente la corona di Sant'Edoardo da utilizzare su Twitter.
Il 2 maggio il re e la regina parteciparono ad un ricevimento celebrativo pre-incoronazione a Westminster Hall. I garden party a Buckingham Palace si tennero poi il 3 ed il 9 maggio, con il Palazzo di Holyroodhouse ad ospitare un garden party il 4 luglio. Il 5 maggio Carlo, insieme al principe ed alla principessa del Galles, salutarono la folla sul The Mall durante una uscita pubblica.
Tra il 6 e l'8 maggio si tennero delle feste di strada chiamate "Coronation Big Lunch". Vennero organizzate più di 3 000 feste in strada, e le amministrazioni locali inglesi approvarono la chiusura di 3 087 strade; la maggior parte dei festeggiamenti ebbe luogo domenica 7 maggio. La "quiche dell'incoronazione" fu scelta da Carlo e Camilla come pietanza ufficiale del Coronation Big Lunch. Anche i pub rimasero aperti fino all'1 di notte nel fine settimana dell'incoronazione.
Il 7 maggio si tenne il "Coronation Concert" sul prato orientale del castello di Windsor. Oltre alle esibizioni di cantanti, musicisti e attori teatrali e del cinema, partecipò allo spettacolo anche il "coro dell'incoronazione" composto dai cori delle comunità locali e cantanti amatoriali. Durante il concerto, furono mostrati panorami, aree di bellezza naturale e feste di strada; 5 000 coppie di biglietti furono distribuite con estrazione pubblica, e furono invitati anche i volontari delle associazioni benefiche del re e della regina. Diversi intrattenitori musicali rifiutarono l'invito del palazzo ad esibirsi per via di impegni pregressi.

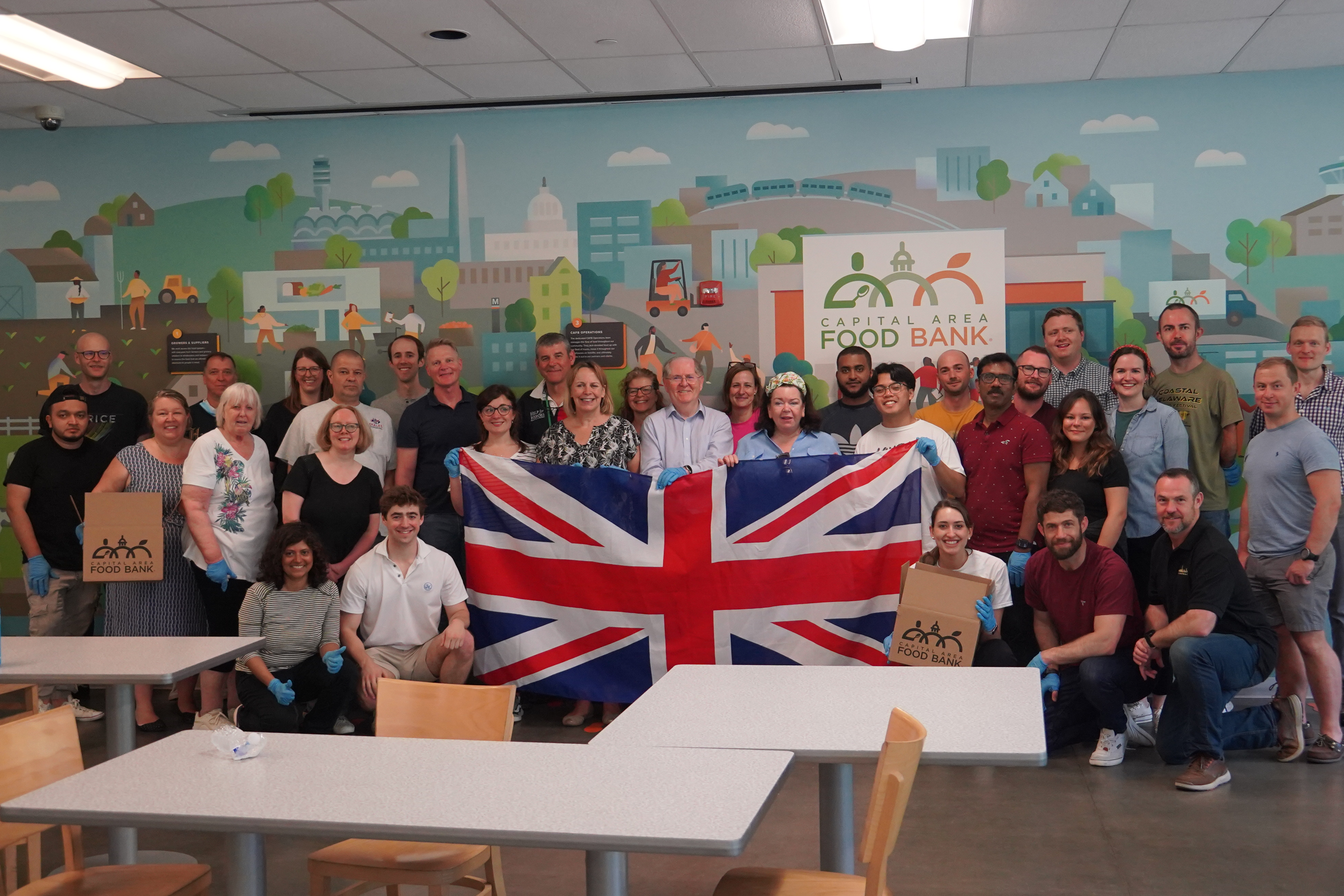
Personale dell'ambasciata britannica a Washington al Capital Area Food Bank l'8 maggio, nell'ambito dell'iniziativa Big Help Out

L'8 maggio venne istituita una festività pubblica per commemorare l'incoronazione. Nello stesso giorno, la Together Coalition, in accordo con The Scout Association e il Royal Voluntary Service, insieme a vari gruppi di diverse fedi, organizzarono l'iniziativa "Big Help Out" per incoraggiare al volontariato e al servizio di comunità; circa 6 milioni di persone presero parte all'iniziativa. Il Royal Voluntary Service, di cui Camilla è presidente, lanciò anche il Coronation Champions Awards, che premiò 500 volontari nominati dal pubblico.

#### Iniziative ecclesiastiche
Ventotto giorni prima dell'incoronazione di Carlo III e Camilla, la Chiesa d'Inghilterra istituì un periodo di preghiera, e a questo fine pubblicò un Book of Daily Prayers ("Libro delle preghiere quotidiane") che conteneva temi, riflessioni e preghiere giornaliere da utilizzare da parte dei fedeli, delle chiese o dei gruppi.
Le congregazioni della Chiesa d'Inghilterra tennero funzioni commemorative speciali in tutto il Paese il 6 e 7 maggio 2023.

#### Iniziative del governo
Il governo del Regno Unito istituì la medaglia dell'incoronazione del Re Carlo III per 400 000 persone, inclusi quelli coinvolti nell'organizzazione dell'incoronazione, gli operatori del settore delle emergenze e del sistema penitenziario, e i membri delle forze armate britanniche. Le medaglie sono realizzate di alpacca e ricoperte in nichel, e mostrano l'effigie del re e della regina con un nastro rosso, bianco e blu.

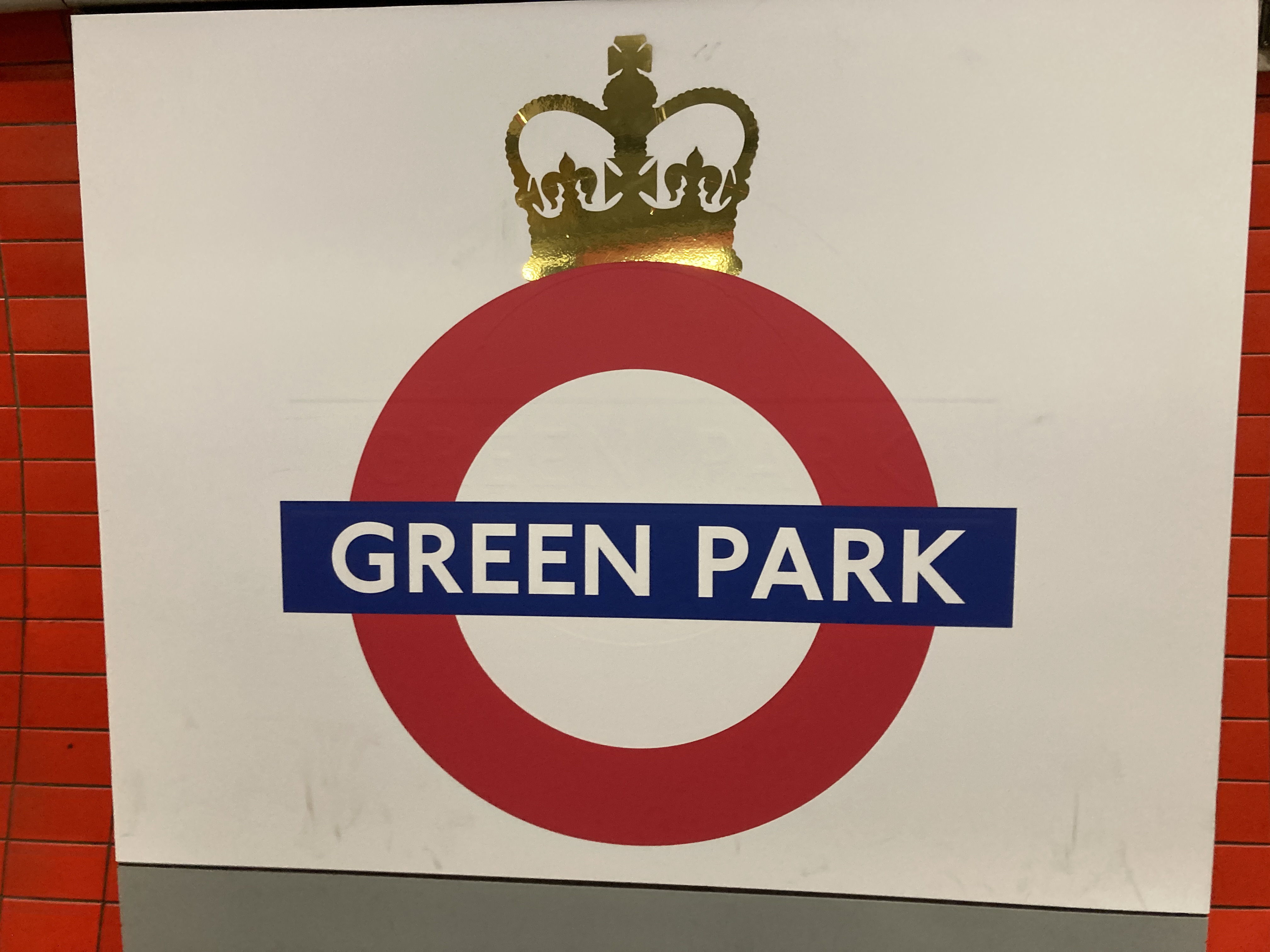
Stemma con la corona nella stazione di Green Park

Transport for London annunciò diverse iniziative; gli stemmi della metropolitana di Londra, London Overground e della Elizabeth Line furono ridisegnati con una corona. Gli annunci vocali vennero sostituiti da annunci registrati dal re e dalla regina il 5 maggio, e furono utilizzati nelle stazioni ferroviarie ed in tutte le stazioni della metropolitana di Londra nel fine settimana dell'incoronazione e nel lunedì festivo successivo. La London North Eastern Railway denominò il treno giornaliero delle 11:00 da King's Cross a Edimburgo Waverley Carolean Express, a partire dal 6 maggio.
Natural England previde per l'incoronazione la creazione della Serie delle Riserve Naturali del Re, che vedrà cinque grandi riserve naturali nazionali promosse ogni anno fino al 2028.

#### Souvenir
La Royal Mint emise una nuova collezione di monete da 50 penny e 5 sterline ritraenti il re che indossa la corona Tudor. Royal Mail emise quattro francobolli per celebrare l'incoronazione del re, come fece anche per le incoronazioni di Giorgio VI e di Elisabetta II; la società applicò anche uno speciale timbro postale dal 28 aprile al 10 maggio.

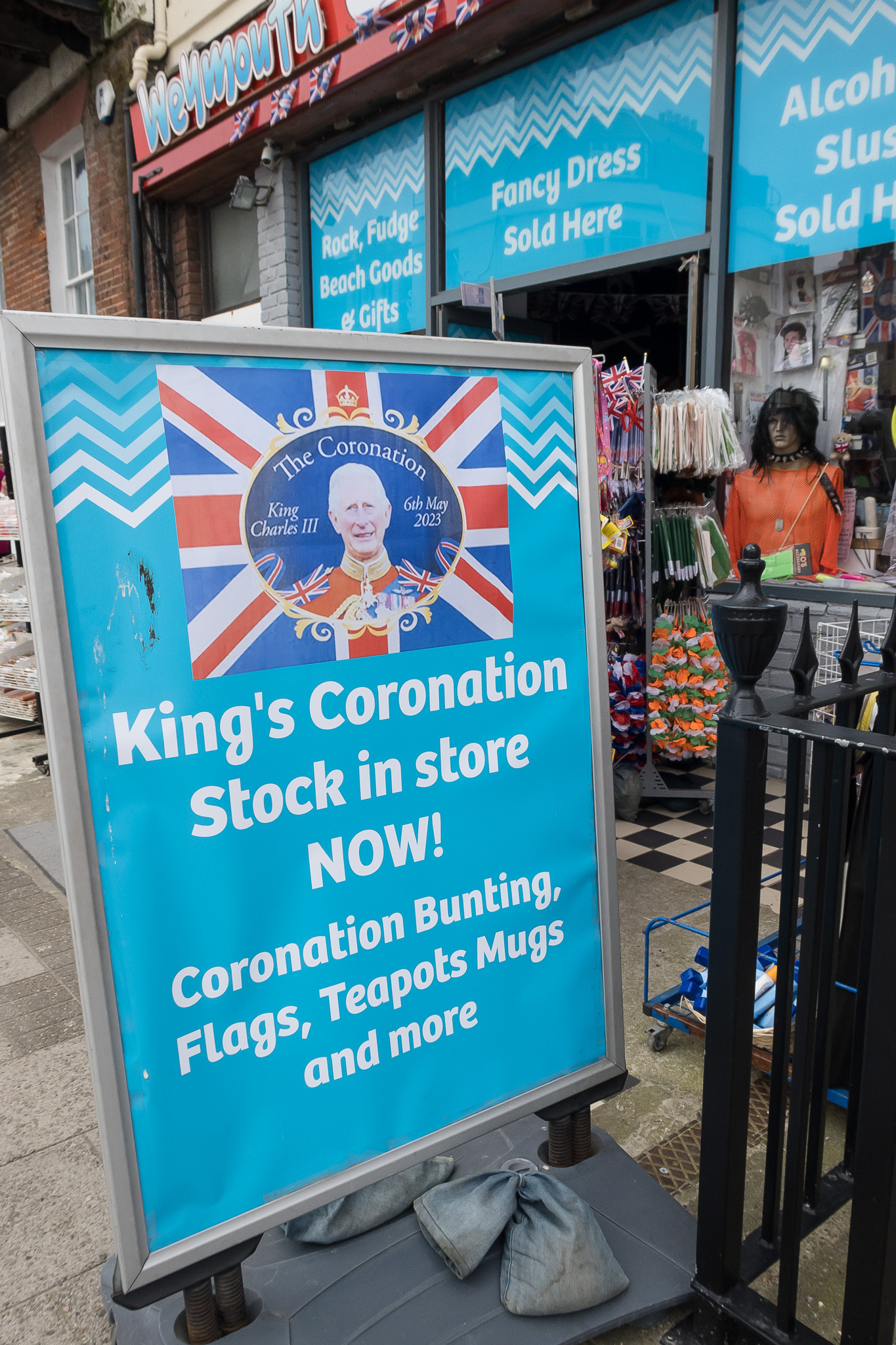
Pubblicità di un esercizio commerciale con in vendita souvenir dell'incoronazione a Weymouth

La Royal Collection Trust produsse souvenir ufficiali per l'incoronazione per festeggiare l'occasione. Nel febbraio 2023 Buckingham Palace aveva annunciato che avrebbe temporaneamente reso meno rigide le "regole concernenti l'utilizzo commerciale delle fotografie reali e delle insegne ufficiali" per permettere anche ad altre compagnie di produrre souvenir dell'incoronazione.
Tra le società che hanno prodotto souvenir dell'incoronazione vi furono Emma Bridgewater, Jan Constantine, Merrythought e Royal Crown Derby. Greene King produsse una birra speciale per celebrare l'incoronazione, e mise all'asta diverse casse non aperte create per l'incoronazione annullata di Edoardo VIII del 1937, con i proventi dell'asta devoluti al The Prince's Trust.